# Invalidhusfonden
Invalidhusfonden är en fond för gratifikationer till personal inom försvaret.
Då Adelsfanan vid 1812 års riksdag upplöstes, beslutades att dess boställen och andra tillgångar skulle användas för inrättandet av ett invalidhus för avskedade soldater, och 1822 öppnades Ulriksdals slott som invalidhusinrättning. När invalidhuset avvecklades 1849 inrättades i stället invalidhusfonden, som från 1873 förvaltades av Statskontoret. Fondens räntor och ett årligt statsbidrag användes för gratifikationer till avskedade soldater. Man utdelade även Svärdstecknet och Svärdsmedaljen.